# سوزان هانتينغتون غيلبرت ديكنسون
سوزان هانتينغتون غيلبرت ديكنسون (بالإنجليزية: Susan Huntington Gilbert Dickinson)‏ (1830، ديرفيلد في الولايات المتحدة - 12 مايو 1913، ديرفيلد في الولايات المتحدة)؛ كاتِبة وشاعرة أمريكية.